# Miliony Madigana
Miliony Madigana – włosko-hiszpańsko-amerykańska komedia kryminalna z 1968 roku. Zdjęcia do filmu kręcono w Rzymie.

## Główne role
- Elsa Martinelli jako Vic Shaw
- Cesar Romero jako Mike Madigan
- Dustin Hoffman jako Jason Fister
- Gustavo Rojo jako porucznik Arco
- Fernando Hilbeck jako Burke
- Riccardo Garrone jako Matteo Cirini
- Franco Fabrizi jako Caronda
- Gérard Tichy jako Deilvie

## Fabuła
Mike Madigan jest włoskim gangsterem, który wyjechał z USA, a wkrótce potem zmarł. Kiedy Amerykanie odkryli, że Madigan zostawił gdzieś schowany milion dolarów, wysłali do Włoch śledczego z Departamentu Skarbu – Jasona Fistera – w celu odszukania zaginionej sumy. Jason trafia na niejaką Vic Shaw, którą bierze pomyłkowo za kochankę Madigana, a nie – jak jest faktycznie – za jego córkę. Niedługo później będzie się nimi interesować cały włoski półświatek.